# Typhlomys
Typhlomys — рід мишоподібних гризунів родини Малабаркові (Platacanthomyidae). Рід містить 5 сучасних видів, що проживають на півдні Китаю та в Індокитаї, і низку викопних видів, що відомі у міоценових та пліоценових відкладеннях Китаю.

## Класифікація
- Рід Typhlomys
  - Typhlomys cinereus
  - Typhlomys chapensis
  - Typhlomys daloushanensis
  - Typhlomys fengjiensis
  - Typhlomys huangshanensis
  - Typhlomys nanus
  - †Typhlomys hipparionium
  - †Typhlomys intermedius
  - †Typhlomys macrourus
  - †Typhlomys primitivus